# Reima Salonen
Reima Salonen (Finlandia, 19 de noviembre de 1955) es un atleta finlandés retirado especializado en la prueba de 50 km marcha, en la que ha conseguido ser campeón europeo en 1982.

## Carrera deportiva
En el Campeonato Europeo de Atletismo de 1982 ganó la medalla de oro en los 50 km marcha, con un tiempo de 3:55:29 segundos, llegando a meta por delante de español José Marín y el sueco Bo Gustafsson (bronce).